# Усть-Пызас
Усть-Пызас — посёлок в Таштагольском районе Кемеровской области. Входит в состав Усть-Кабырзинского сельского поселения.

## География
Центральная часть населённого пункта расположена на высоте 406 метров над уровнем моря.

## Население
По данным Всероссийской переписи населения 2010 года, в посёлке Усть-Пызас проживает 24 человека (12 мужчины, 12 женщины).